# Vĩnh Hưng, Vĩnh Bảo
Vĩnh Hưng là một xã thuộc huyện Vĩnh Bảo, thành phố Hải Phòng, Việt Nam.

## Địa lý
Xã Vĩnh Hưng có diện tích 15,77 km², dân số năm 2023 là 21.117 người, mật độ dân số đạt 1.339 người/km².

## Lịch sử
Ngày 24 tháng 10 năm 2024, Ủy ban Thường vụ Quốc hội ban hành Nghị quyết số 1232/NQ-UBTVQH15 về việc sắp xếp đơn vị hành chính cấp huyện, cấp xã của thành phố Hải Phòng giai đoạn 2023 – 2025 (nghị quyết có hiệu lực từ ngày 1 tháng 1 năm 2025). Theo đó, thành lập xã Vĩnh Hưng thuộc huyện Vĩnh Bảo trên cơ sở toàn bộ 4,17 km² diện tích tự nhiên, quy mô dân số là 6.572 người của xã Nhân Hòa; toàn bộ 5,35 km² diện tích tự nhiên, quy mô dân số là 5.648 người của xã Tam Đa và toàn bộ 6,25 km² diện tích tự nhiên, quy mô dân số là 8.897 người của xã Vinh Quang.
Xã Vĩnh Hưng có 15,77 km² diện tích tự nhiên và quy mô dân số là 21.117 người.